# Хуэйнань
Хуэйна́нь (кит. упр. 辉南, пиньинь Huīnán, буквально: «к югу от реки Хойфахэ») — уезд городского округа Тунхуа провинции Гирин (КНР).

## История
В 1909 году был образован Хуэйнаньский непосредственно управляемый комиссариат (辉南直隶厅). После Синьхайской революции в Китае произошла реформа структуры административно-территориального деления, в ходе которой комиссариаты были упразднены, и в 1913 году Хуэйнаньский непосредственно управляемый комиссариат был преобразован в уезд Хуэйнань провинции Фэнтянь (в 1929 году переименованной в Ляонин).
После захвата китайского Северо-Востока японцами и образования марионеточного государства Маньчжоу-го там была произведена реформа административно-территориального деления, и с 1937 года уезд вошёл в состав новой провинции Тунхуа.
После Второй мировой войны правительство Китайской республики разделило основную территорию современного китайского Северо-Востока на 9 провинций, и эти земли вошли в состав провинции Аньдун. После того, как эти земли перешли под контроль китайских коммунистов, провинция Аньдун была ликвидирована, а эти земли с 1949 года оказались в составе провинции Ляодун. В 1954 году провинция Ляодун была ликвидирована, и эти земли были переданы в состав провинции Гирин.

## Административное деление
Уезд Хуэйнань делится на 10 посёлков и 1 национальную волость.